# جاهایی را می‌شناسم
«جاهایی را می‌شناسم» (انگلیسی: I Know Places) ترانه‌ای از خواننده-ترانه‌سرای آمریکایی تیلور سوئیفت است که در پنجمین آلبوم استودیویی او، ۱۹۸۹ (۲۰۱۴) منتشر شد. او این ترانه را با رایان تدر نوشت و هر دو به همراه نوئل زانکانلا تهیه‌کنندگی آن را بر عهده داشتند. این ترانه که در سبک‌های تریپ هاپ و درام اند بیس با تأثیراتی از رگی و ترپ در سازبندی خود است، دربارهٔ مبارزه یک زوج با نگاه موشکافانه افکار عمومی است. منتقدان موسیقی عموماً از ساختار و تصاویر بصری «جاهایی را می‌شناسم» تمجید کردند و برخی آن را یکی از آسیب‌پذیرترین و کمتر شناخته‌شده‌ترین قطعات ۱۹۸۹ دانستند، هرچند تعداد کمی آن را ترانه‌ای ضعیف‌تر در دیسکوگرافی سوئیفت ارزیابی کردند.
«جاهایی را می‌شناسم» در استرالیا و ایالات متحده گواهینامه طلایی دریافت کرد. سوئیفت این ترانه را در تور جهانی ۱۹۸۹ (۲۰۱۵) و به‌عنوان یک اجرای غافلگیرکننده در برخی از نمایش‌های تورهای بعدی خود اجرا کرد. پس از مناقشه‌ای در سال ۲۰۱۹ بر سر مالکیت مسترهای او، سوئیفت این ترانه را با عنوان «جاهایی را می‌شناسم (نسخه تیلور)» بازضبط کرد و آن را برای چهارمین آلبوم استودیویی بازضبط‌شده‌اش، ۱۹۸۹ (نسخه تیلور) (۲۰۲۳) منتشر کرد. منتقدان از افزایش قدرت در صدای سوئیفت در مقایسه با نسخه اصلی تمجید کردند.

## پیش‌زمینه و نوشتن
خواننده-ترانه‌سرای آمریکایی تیلور سوئیفت سبک کانتری آثار گذشته خود را کنار گذاشت و برای پنجمین آلبوم استودیویی‌اش، ۱۹۸۹ (۲۰۱۴)، که به‌عنوان «اولین آلبوم پاپ رسمی» خود معرفی کرد، تولید در سبک پاپ را در پیش گرفت. الهام موسیقایی او سینث پاپ دهه ۱۹۸۰ و آزمایش‌های آن با سینث‌سایزرها، پدهای درام و آواز چندلایه بود. او نوشتن آلبوم را در اواسط سال ۲۰۱۳، در حین تور کنسرت برای حمایت از چهارمین آلبومش، سرخ (۲۰۱۲)، آغاز کرد، و تهیه‌کنندگان برجسته پاپ معاصر از جمله رایان تدر را که از طریق پیغام صوتی با او تماس گرفت، به کار گرفت. در آن پیام صوتی، سوئیفت دموی کورس را در حالی که پیانو می‌نواخت، خواند.
در طول تولید ۱۹۸۹، سوئیفت با موشکافی شدید رسانه‌ها مواجه بود که به گفته‌اش، او را در موقعیتی قرار داد که «هیچ‌کس حاضر به [رابطه] نمی‌شود». سوئیفت اظهار داشت: «دوربین‌های زیادی به سمت من نشانه رفته‌اند. شایعات مضحک زیادی دربارهٔ زندگی‌ام وجود دارد». او گفت که «جاهایی را می‌شناسم» را پس از خیال‌پردازی دربارهٔ رابطه‌ای نوشت که در آن «[با] فردی فوق‌العاده آشنا شدم، و آن‌ها گفتند، هی، من نگران این همه توجهی که به تو می‌شود هستم»، و سوئیفت پاسخ داد: «هی، من جاهایی را می‌شناسم که می‌توانیم پنهان شویم. می‌توانیم از آن‌ها پیشی بگیریم».

## ترانه و ساختار
«جاهایی را می‌شناسم» ترانه‌ای در سبک تریپ هاپ و درام اند بیس دربارهٔ فشارهای نظارت افکار عمومی بر خواننده است. این ترانه با مدت زمان سه دقیقه و پانزده ثانیه، توسط سوئیفت و تدر نوشته شده و توسط آن‌ها به همراه نوئل زانکانلا تهیه شده است. این ترانه در کانوی ریکوردینگ، واقع در لس آنجلس ضبط شد. این قطعه شامل تأثیرات رگی است و ضربات اسنر الهام‌گرفته از ترپ را در خود جای داده است. این ترانه دیدگاهی به ظاهر ناامیدکننده به سبک زندگی‌ای ارائه می‌دهد که در آن هیچ‌چیز خصوصی نیست، و نیاز سوئیفت به «پنهان کردن [اطلاعات شخصی‌اش] از جهان» را نشان می‌دهد. این ترانه در بیت‌ها و کورس دارای حس خشمگین و حماسی است که توسط الیزا تامپسون از کازموپالیتن تحسین شد. در مصاحبه‌ای با گرمی پرو، سوئیفت اشاره کرد که عشقی که در «جاهایی را می‌شناسم» درباره‌اش نوشته، شبیه به عشق در تک‌آهنگ ۲۰۱۶ او «بیرون از جنگل‌ها» است. «جاهایی را می‌شناسم» پاپاراتزی را به‌عنوان افرادی به تصویر می‌کشد که سلبریتی‌ها را «در قفس» می‌اندازند و آن‌ها را در «جعبه‌ها» قرار می‌دهند، در حالی که ترانه‌ها نشان می‌دهند سوئیفت «از چیزی فرار می‌کند» با وجود اینکه به‌عنوان الگویی برای دیگران به تصویر کشیده می‌شود. این ترانه پیش از ورود به کورسی که یادآور خواننده و ترانه‌سرای آمریکایی پت بناتر است، ضربات درام اسنر الهام‌گرفته از ترپ را تقویت می‌کند. این ترانه همچنین بر تمایل سوئیفت به حفظ یک رابطه ناپایدار تمرکز دارد.